# Universidad de los Andes (Cile)
L'Universidad de los Andes (con acronimo UANDES) è un'università privata cilena a con sede situata a Santiago.

## Storia
L'Universidad de Los Andes è stata fondata nel 1989.